# Steven Rooks
Steven Rooks (født 7. august 1960 i Oterleek, Nordholland) er en tidligere hollandsk professionel landevejscykelrytter kendt for sine bjergrytterevner.